# Абакан (річка)
Абака́н — річка в Республіці Хакасія, Росія, ліва притока Єнісею. Довжина річки становить 514 км (разом з Великим Абаканом), площа басейну 32 200 км².
Утворюється Абакан при злитті річок Великий Абакан та Малий Абакан. Верхня та середня течія, яка має вигляд вузької та звивистої, знаходяться в межах Західного Саяну, нижня, з широкою долиною, — в Мінусинській улоговині. Річка впадає до Красноярського водосховища, що збудоване на Єнісеї, двома рукавами.
Пересічні витрати води в нижній течії становлять 381 м³/с. Льодостав спостерігається з другої половини листопада до кінця квітня. В басейні річки 756 озер загальною площею 42,23 км².
Річка використовується для зрошування полів Мінусинської улоговини. Сплавна. 
На берегах розташовані міста Абаза та Абакан.